# 千奇百趣香港地
《千奇百趣香港地》，是香港電視廣播有限公司向日本朝日電視台購買製作權，仿效日本朝日電視台節目《ナニコレ珍百景》製作的一個資訊遊戲電視節目。節目主持為森美、阮小儀，旁白為林保全、黃榮璋與雷碧娜。
本節目是參照該台早前播出之同類型節目《千奇百趣》而製作的第二輯，內容全部都是說香港境內的奇景。節目於2010年4月5日至5月14日，逢星期一至星期五香港時間晚上22:30-23:00於翡翠台及高清翡翠台播放，及於tvb.com提供節目重溫。節目以高清技術拍攝。

## 口號
「香港地，卜卜趣，卜卜卜……」

## 遊戲規則
嘉賓會先觀看多段有關香港的珍奇有趣片段，以其「奇趣」程度評分，分數以「趣」為計算單位，然後回答片段附設的有趣問題，每答中一題有一千分，答錯則為零分，如果嘉賓的答案偏離現實，甚至達離譜程度，更會遭座位上的大拳頭「扑撃」。

## 每集內容

### 齊熱身快快趣
每集開始時，嘉賓會進行熱身遊戲。

### 街口真有趣
由網民提供照片，介紹香港有趣景點。

### 浪漫啜啜櫈
由易智遠、劉俐、廖素屏輪流擔任懲罰或獎賞助手。若嘉賓過了「安全旗」，可以避免懲罰。

### 每集嘉賓
| 集數  | 播映日期        | 嘉賓                                          | 勝出嘉賓                      | 受懲罰/獎賞 之嘉賓 | 浪漫啜啜凳 | 最多「趣」片段                                                |
| 01-02 | 4月5日 4月6日   | 麥長青、馬浚偉、陳蔚而、林穎彤                | 麥長青、馬浚偉                | 陳蔚而、林穎彤     | 大懲罰     | 垃圾大富翁（銅鑼灣）                                          |
| 03-04 | 4月7日 4月8日   | 葉翠翠、陳山聰、陳自瑤                        | 葉翠翠、陳山聰                | 陳自瑤             | 大懲罰     | 天台小巨蛋（屯門）                                            |
| 05-06 | 4月9日 4月12日  | 呂慧儀、敖嘉年、陳倩揚                        | 敖嘉年                        | 呂慧儀             | 大懲罰     | 隱世浴池（石鼓洲） 真身不敗之謎（沙田）                       |
| 07-08 | 4月13日 4月14日 | 蕭正楠、張嘉兒、王祖藍                        | 蕭正楠                        | 張嘉兒、王祖藍     | 大懲罰     | 天台咪走寶樂園（上環）                                        |
| 09-10 | 4月15日 4月16日 | 吳家樂、朱凱婷、鄧梓峰                        | 吳家樂、鄧梓峰                | 鄧梓峰             | 大獎賞     | 神奇大咕窿（索罟灣）                                          |
| 11-12 | 4月19日 4月20日 | 滕麗名、安德尊、譚小環                        | 滕麗名、安德尊、譚小環        | 譚小環             | 大懲罰     | 潮爆七姐（西貢）                                              |
| 13-14 | 4月21日 4月22日 | 胡諾言、賈曉晨、高皓正                        | 賈曉晨                        | 高皓正             | 大懲罰     | 無敵穿針麵（紅磡）                                            |
| 15-16 | 4月23日 4月27日 | 江若琳、農 夫、江欣燕                         | 江欣燕                        | 農 夫              | 大懲罰     | 變形破壞王（西貢） 勁舞dancing雞（元朗）                      |
| 17-18 | 4月28日 4月29日 | 金 剛、陳 爽、苟芸慧、喬寶寶                  | 陳 爽、苟芸慧                 | 金 剛              | 大懲罰     | 吹到脹波波裙（旺角）                                          |
| 19    | 4月30日         | 朱 薰、唐劍康、唐詩詠、馬國明、梁靖琪、湯盈盈 | 朱 薰、唐劍康、唐詩詠、馬國明 | 湯盈盈、梁靖琪     | 大懲罰     | 得個殼大樓（灣仔）                                            |
| 20-21 | 5月3日 5月4日   | 胡杏兒、胡定欣、郭政鴻、高鈞賢                | 胡杏兒                        | 高鈞賢             | 大懲罰     | 狗上寺廟有條路（大埔） 禽獸大補酒（深水埗） 超CUP巨啡（深井） |
| 22-23 | 5月5日 5月6日   | 蘇民峰、阮兆祥、高海寧                        | 蘇民峰、阮兆祥                | 高海寧             | 大懲罰     | 鬧市菇婆屋（灣仔）                                            |
| 24    | 5月7日          | 姚子羚、龔嘉欣、周 中、麥玲玲                 | 周 中                         | 姚子羚、龔嘉欣     | 大懲罰     | 姜太公上身（索罟灣）                                          |
| 25    | 5月10日         | 沈卓盈、羅貫峰、惠英紅、楊思琦、吳 彤、呂 珊  | 惠英紅、楊思琦                | 惠英紅、楊思琦     | 大獎賞     | 佛「髮」無邊（清水灣）                                        |
| 26-27 | 5月11日 5月12日 | 黃智賢、薛家燕、張美妮                        | 薛家燕                        | 薛家燕             | 大獎賞     | 變「泰」九龍城（九龍城）                                      |
| 28-29 | 5月13日 5月14日 | 王君馨、楊秀惠、胡 楓、徐子珊、樂 瞳          | 胡 楓                         | 胡 楓              | 大獎賞     | 「玄」途有「詭」（五桂山）                                    |

## 收視
以下為本節目於香港無綫電視翡翠台、高清翡翠台之收視紀錄：
| 週次 | 集數  | 日期                  | 平均收視 |
| ---- | ----- | --------------------- | -------- |
| 1    | 01-05 | 2010年4月5日-4月9日   | 26點     |
| 2    | 06-10 | 2010年4月12日-4月16日 | 25點     |
| 3    | 11-15 | 2010年4月19日-4月23日 | 22點     |
| 4    | 16-19 | 2010年4月27日-4月30日 | 23點     |
| 5    | 20-24 | 2010年5月3日-5月7日   | 23點     |
| 6    | 25-29 | 2010年5月10日-5月14日 | 23點     |

## 記事
- 2010年4月26日：由於播映特備節目《演藝界情繫玉樹關愛行動大滙演》，本節目暫停播映。
- 2010年4月30日：本集為一小時版本，播映時間為晚上22:00-23:00。

## 電視節目的變遷
| 無綫電視 翡翠台、高清翡翠台 星期一至五 22:30-23:00節目 | 無綫電視 翡翠台、高清翡翠台 星期一至五 22:30-23:00節目 | 無綫電視 翡翠台、高清翡翠台 星期一至五 22:30-23:00節目 |
| ------------------------------------------------------ | ------------------------------------------------------ | ------------------------------------------------------ |
|                                                        | 千奇百趣香港地 （2010.04.05 - 2010.5.14）              |                                                        |
| 蘇GOOD (第二輯) (第30-59集) (2010.02.22 - 2010.04.02)  | 上海世博最知味 (2010.05.17 - 2010.06.10)               |                                                        |

## 外部連結
- 節目網站（页面存档备份，存于）
- MyTV - 千奇百趣香港地[永久]